# Goljak Klanječki
Goljak Klanječki est un village de la municipalité de Klanjec (comitat de Krapina-Zagorje) en Croatie. Au recensement de 2011, le village comptait 71 habitants.